# Firletka kwiecista
Firletka kwiecista (Lychnis coronaria Desv.) – gatunek rośliny należący do rodziny goździkowatych. Występuje w stanie dzikim od południowej Europy przez Azję Mniejszą po Himalaje. W wielu krajach, również w Polsce jest uprawiana jako roślina ozdobna.

## Systematyka
- Według nowszych ujęć taksonomicznych gatunek ten włączony został do rodzaju Silene (lepnica) i ma nazwę Silene coronaria  (L.) Clairv. Man. herbor. Suisse 145. 1811 [3].
- W obrębie rodziny goździkowatych należy do podrodziny Caryophylloideae, plemienia Sileneae[3].

## Morfologia i biologia

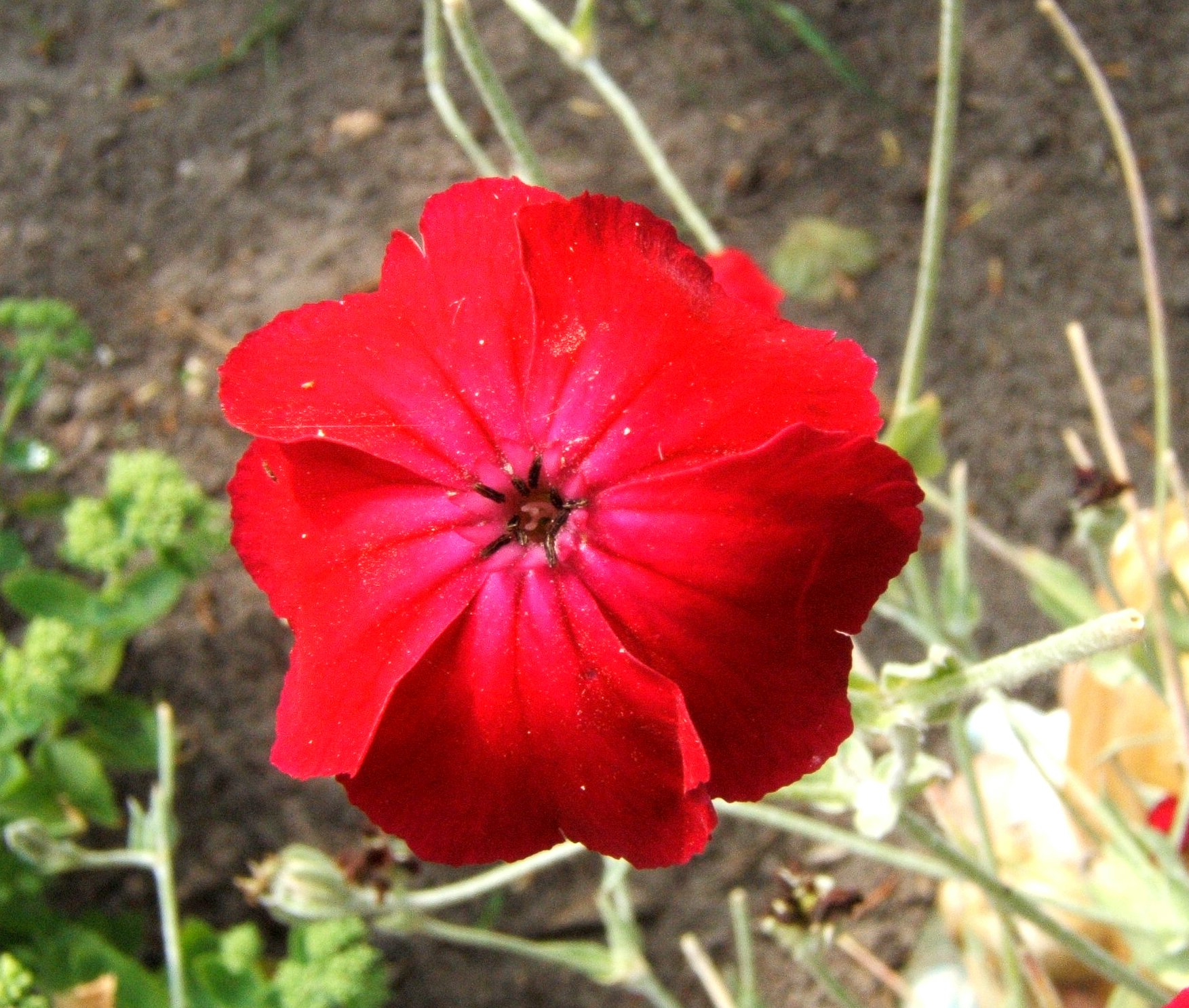
Kwiat

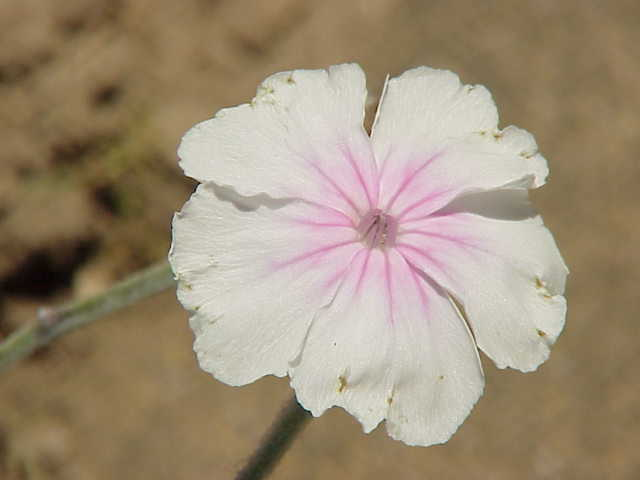
Kwiat

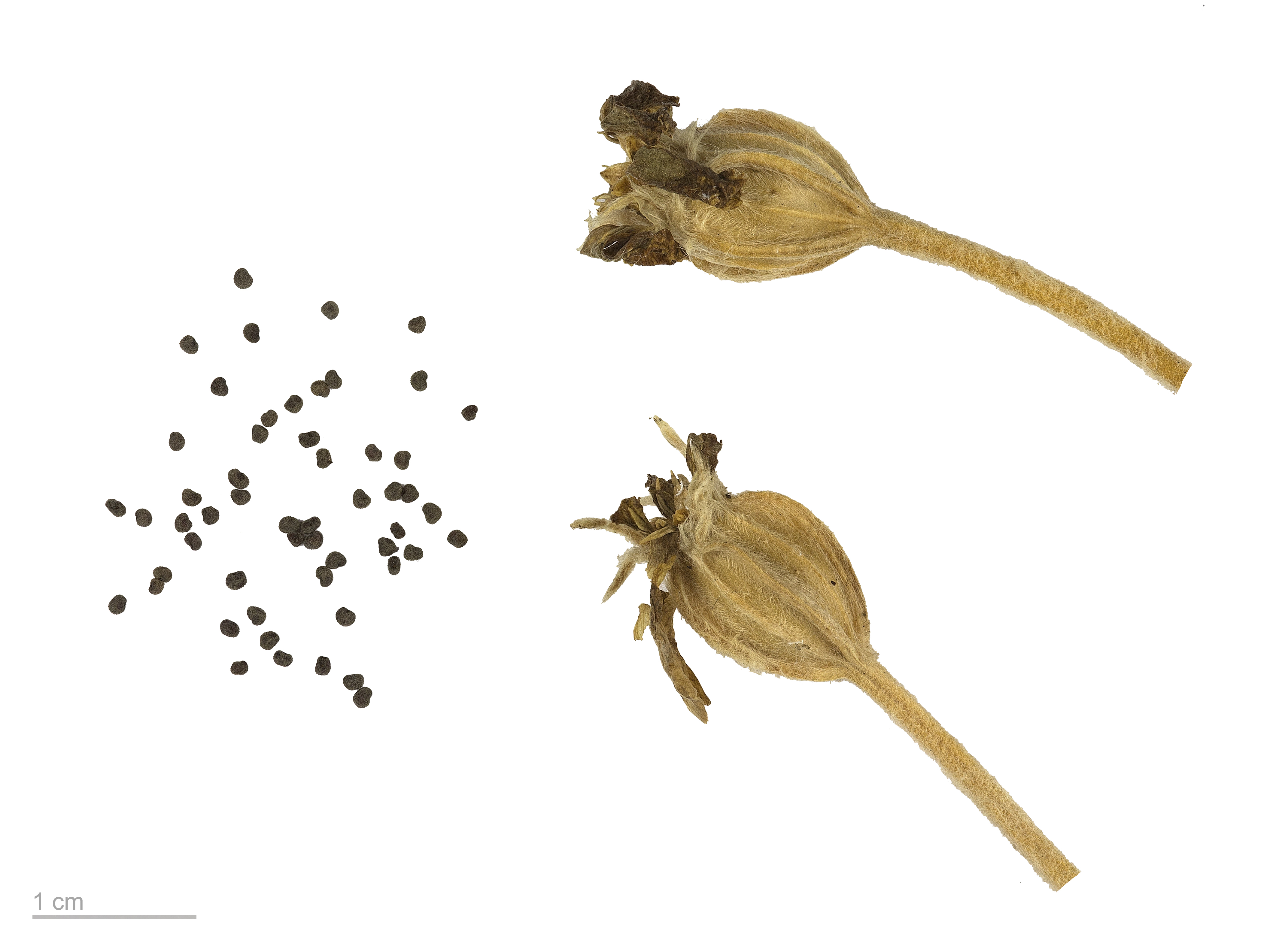
Owoce i nasiona

PokrójSilnie rozgałęziona bylina o szarych pędach, wysokości do 75 cm i szerokości do 45 cm.
LiścieJajowate, do jajowato-lancetowatych, srebrzyście omszone.
KwiatKwiaty u różnych odmian mają barwę od ciemnoróżowej do szkarłatnej, u `Alba` są białe. Zebrane w luźny kwiatostan, usytuowane na długich szypułkach.

## Odmiany
Niektóre z odmian uprawnych:
- 'Abbotswood Rose'
- 'Alba'
- 'Angel's Blush'
- 'Atrosanguinea'
- 'Blych'
- 'Hutchinson's Cream'
- 'Oculata'

## Uprawa
Sadzona na rabatach i ogródkach skalnych. W Polsce uprawiana jest jako roślina dwuletnia. Jest odporna na suszę. Stanowisko powinno być słoneczne, a podłoże próchniczno-gliniaste i zdrenowane żwirem (nie lubi dużej wilgoci w glebie). Rozmnaża się ją przez wysiew nasion wczesną wiosną, zazwyczaj też nasiewa się sama. Po przekwitnięciu kwiaty należy usuwać.